# 磨坊溪站
磨坊溪地铁站（芬蘭語：Myllypuron metroasema），是芬兰赫爾辛基地鐵的地上车站。该站为赫尔辛基东部戍卫村市区的磨坊溪小区服务。
该站开通于1986年10月21日，位于东中心站北边1.4公里、孔图拉站南边1.4公里处。
梅特罗波利亚应用科学大学的一个校区位于磨坊溪小区，所以曾有将此地铁站改名为梅特罗波利亚站的提议。

## 图集

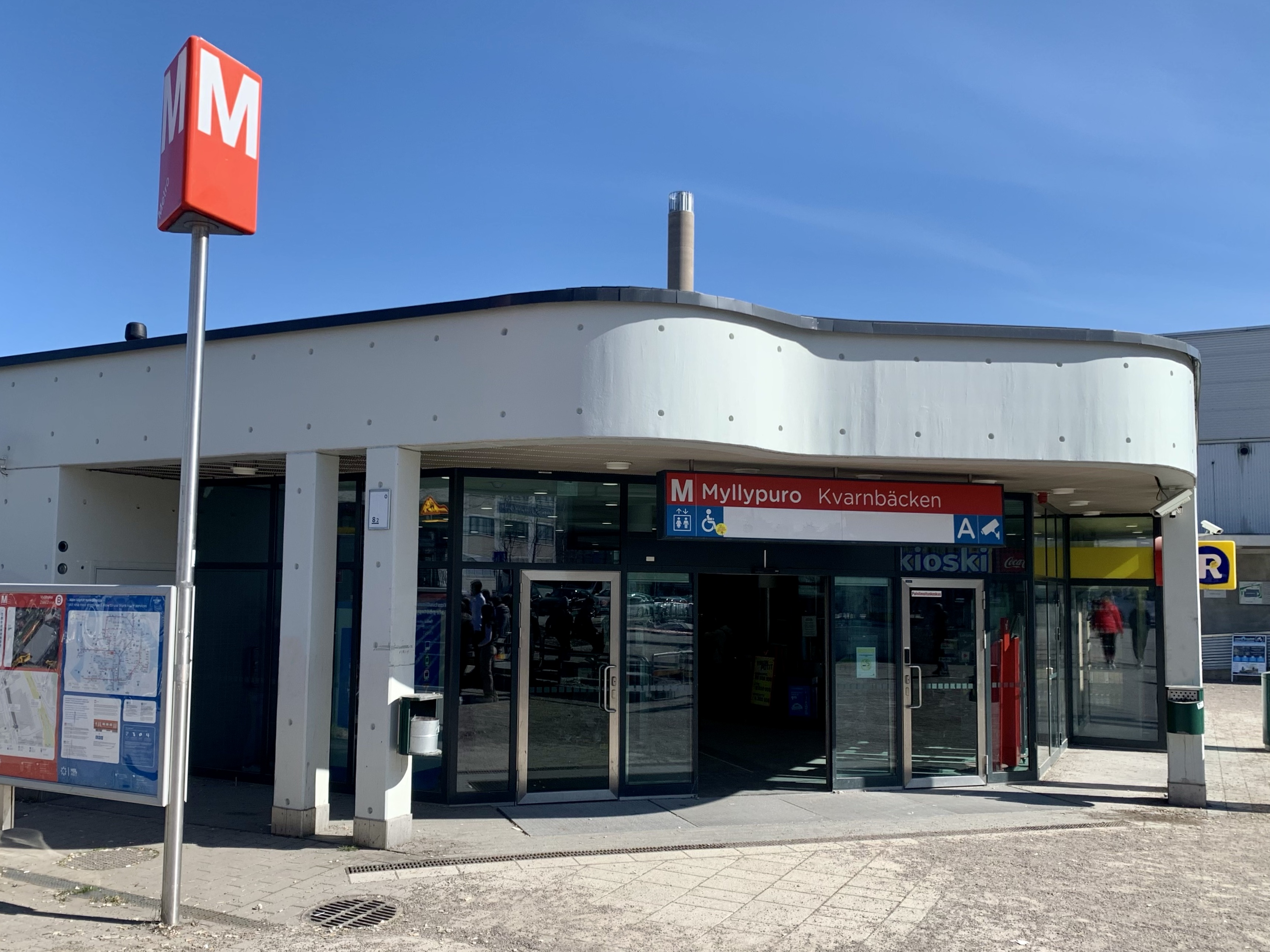
入口
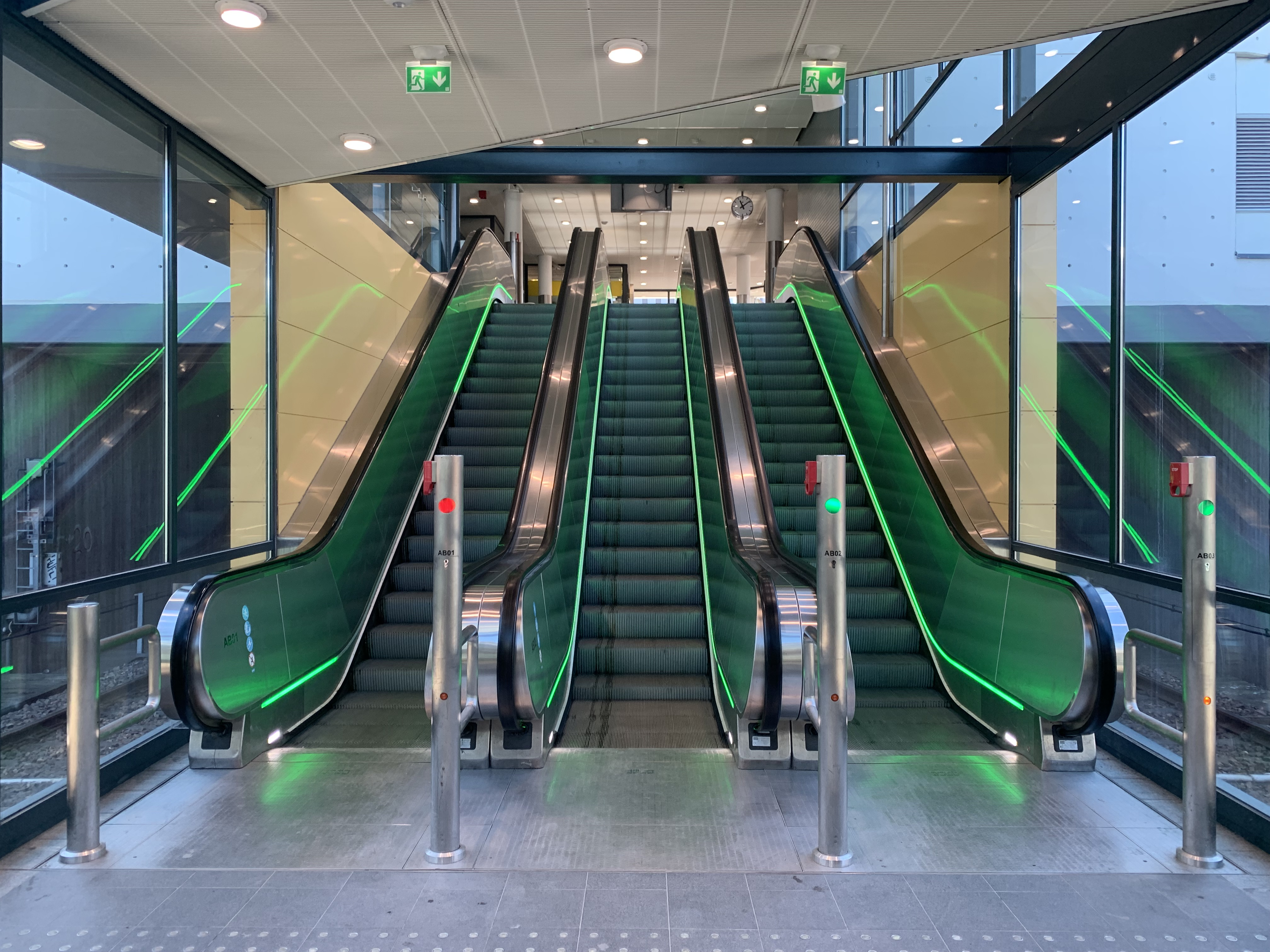
扶梯
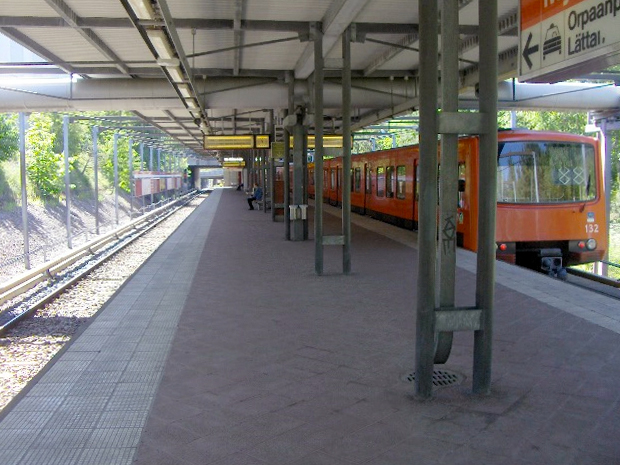
2006年重修前的地铁站